# Cracca pallens
Cracca pallens là một loài thực vật có hoa trong họ Đậu. Loài này được (Dryand. ex Aiton) Kuntze mô tả khoa học đầu tiên năm 1891.